# RWD-25
Il RWD.25 era un aereo da caccia ad ala bassa prodotto dall'azienda polacca (RWD) negli anni trenta e rimasto allo stadio di progetto.

## Storia del progetto
Dopo la prima metà degli anni trenta il comando della Polska Lotnictwo Wojskowe, su decisione del generale Ludomił Rayski, iniziò a lavorare alla stesura di una specifica relativa ad un caccia di nuova generazione destinato a sostituire i PZL P.11 allora in servizio. Come modello base fu scelto il PZL.38 Wilk, la cui stesura di progetto fu iniziata nel 1936. In aggiunta, però, venne svolto anche un lavoro sul concetto del caccia leggero PZL.39, caratterizzato dalle piccole dimensioni, equipaggiato con un motore di minor potenza, più lento, ma dotato di elevata manovrabilità e ottima velocità di salita. L'aereo doveva essere capace di operare da piccoli aeroporti. 
Il programma relativo al nuovo caccia leggero venne abbandonato dopo la metà del 1937, principalmente per la decisione della fabbrica PZL-Wytwórni Silników di interrompere i lavori di progettazione del nuovo propulsore PZL G-1620cis Wydra ad esso destinato.
La PZL riprese il concetto del caccia leggero sviluppando il successivo PZL.45 Sokół già nell'agosto 1937, continuandolo ininterrottamente fino allo scoppio della seconda guerra mondiale.
Tuttavia nel 1939, su richiesta del Comando Aviazione (Dowództwa Lotnictwa), vennero sviluppati altri due progetti di caccia leggeri appartenenti a questa categoria, il PWS-42 e l'RWD-25, che avrebbero dovuto compiere le prove comparative con il PZL.45 Sokół, nel 1940.
Il concetto di aereo da caccia leggero venne ripreso dalla Polska Lotnictwo Wojskowe all'inizio del 1939, dopo le dimissioni del generale Ludomił Rayski dalla carica di Comandante dell'aviazione militare, e la sua sostituzione con il generale Józef Zając. Il generale Zając era un sostenitore della dottrina della superiorità aerea, favorevole a disporre di una potente componente di aerei da caccia, a discapito di quella da bombardamento. Appena assunto il comando, il 23 marzo 1939, il generale Zając emise una specifica relativa al concetto francese di "chimney flights", ovvero un caccia leggero destinato alla difesa degli impianti industriali e degli obiettivi militari posti dietro le proprie linee.
In risposta alla specifica furono presentati tre progetti: il PZL.45 Sokol già in corso di sviluppo, ed i nuovi PWS 42 e RWD 25. Per motivi di standardizzazione i velivoli dovevano essere tutti dotati dello stesso propulsore radiale francese Gnome-Rhône 14M Mars, a 14 cilindri raffreddati ad aria. I tre aerei differivano però l'uno dall'altro per le differenti caratteristiche e prestazioni in volo. Il secondo modello doveva possedere una elevata velocità massima. Il primo era destinato a difendere le città e i più grandi impianti industriali del paese, e come tale doveva essere caratterizzato in primo luogo da un'alta velocità di salita iniziale, appena dopo il decollo, e poi da una grande manovrabilità in volo. Il terzo tipo, considerato universale, fu concepito come un tentativo di compromesso tra le caratteristiche di entrambe le macchine precedenti, dotato di facilità di costruzione e buona manovrabilità. Tutti e tre gli aerei dovevano possedere un armamento basato su quattro mitragliatrici PWU Wz.36 del calibro di 7,9 millimetri. In aggiunta venne previsto un basso costo di costruzione e di funzionamento per tutti e tre i tipi di aeromobili in corso di sviluppo. In totale questo approccio fu la continuazione e l'estensione delle ipotesi alla base dell'elaborazione, negli anni 1935-1936, del progetto relativo al velivolo da caccia PZL.39.

## Tecnica
L'RWD.25 era un monoplano da caccia ad ala bassa, di costruzione mista. L'ala trapezoidale dotata di estremità arrotondate, era costruita in legno e ricoperta in compensato e tela. Struttura simile era prevista per l'impennaggio di coda, con i timoni ricoperti da tela. La fusoliera era a traliccio di tubi d'acciaio saldati, rivestita anteriormente in compensato e posteriormente in tela.
Il carrello di atterraggio era triciclo posteriore fisso, con le gambe principali dotate di ammortizzatori idraulici e pneumatici a bassa pressione Dunlop, racchiuse da carenature. Il pattino di coda era fisso. Sui previsti esemplari di serie doveva essere installato un carrello retrattile prodotto dalla Avia SA.
L'aereo era del tipo monoposto, dotato di abitacolo chiuso da una capottina, riscaldato, dotato di impianto di erogazione dell'ossigeno ed equipaggiato con una stazione radio Walter "Irka".
Monomotore, dotato di propulsore radiale a doppia stella Gnome-Rhône 14M05 Mars a 14 cilindri raffreddati ad aria, dotato di compressore, ed erogante la potenza di 730 hp al livello del mare (3 135 giri/min) e 660 hp a 3 500 m (con 2 850 giri/min). Il propulsore era racchiuso da una capottatura NACA ed azionava un'elica tripala lignea.
L'armamento si basava su quattro mitragliatrici PWU Wz.36 calibro 7,92 mm, due nelle ali e due sincronizzate sul muso.

## Impiego operativo
Alla fine il nuovo comandante decise di procedere allo sviluppo di tutti e tre tipi di velivoli. Presso la Podlaska Wytwórnia Aircraft (PWS) di Biała Podlaska, si iniziò a lavorare sul progetto del caccia PWS-42 che rispondeva al primo requisito, mentre la PZL di Varsavia portava avanti i lavori sul caccia PZL-45 Sokół che rispondeva al secondo requisito. Alla ditta Doświadczalnym Warsztatom Lotniczym (DWL) venne assegnato il contratto di produzione del terzo velivolo, designato RWD-25. Il lavoro preliminare sul velivolo iniziò solamente nell'estate del 1939, con il gruppo di progettazione guidato dall'ingegnere Jerzy Drzewiecki. Il team era anche composto dagli ingegneri Leszek Dulęba, Jan Idzikowski e Tadeusz Chyliński, e si avvalse anche della consulenza dell'ingegnere australiano Henryk Millicer.
Lo sviluppo dell'RWD-25 venne portato avanti lentamente, e ciò fu dovuto al basso potenziale dello studio di progettazione della DWL. Infatti esso stava simultaneamente portando avanti anche il progetto dell'idro-aerosilurante da ricognizione marittima RWD-22 e della sua variante terrestre, designata RWD-24. Inoltre la piccola fabbrica non era equipaggiata per la produzione di massa, ed in più non vi era alcuna garanzia circa la tempestiva consegna dei motori francesi Gnome-Rhône 14M. Mancò il tempo per sviluppare una variante dell'RWD-25 dotata di propulsore in linea. Secondo alcune fonti la costruzione del prototipo del caccia leggero RWD-25 iniziò nel luglio 1939, con il primo volo previsto nel marzo del 1940, ma lo scoppio della guerra nel settembre del 1939 fermò tutto il lavoro di progettazione. A quella data era stato costruito solo un modello in legno del velivolo per testare l'aereo nella galleria del vento. Con l'invasione tedesca tutto il materiale cartaceo venne evacuato dal Okeçie e portato a Młocinie, vicino a Varsavia, dove venne distrutto per evitare che cadesse nelle mani dei tedeschi.

### Riviste
- Gruszczyński J. ”Polskie lotnictwo myśliwskie 1936-1942”. Lotnictwo nr 9 i 11/2006